# Похищение чемпиона
«Похищение чемпиона» (англ. Shergar) — фильм 1999 года, главные роли в котором исполнили Алан Баркер, Билли Бойл и Стивен Бреннан. Небольшая роль досталась Микки Рурку. Русский вариант перевода названия фильма — «Похищение чемпиона» не совсем верен, в оригинале картина носит название Shergar («Шергар») — кличка лошади — персонажа фильма.

## Сюжет
Фильм основан на реальной истории лошади-чемпиона, похищенной террористами IRA, но затем спасённой осиротевшим мальчиком.

## В ролях
| Актёр          | Роль               |
| -------------- | ------------------ |
| Алан Баркер    | Эллиотт Смит       |
| Билли Бойл     | Кэрригэн           |
| Стивен Бреннан | мистер Фалун       |
| Микки Рурк     | Гэвин О’Рурк       |
| Гэри Кэди      | капитан Киркпатрик |
| Иэн Холм       | Джозеф Магуайр     |
| Вирджиния Коул | миссис Гэрритти    |
| Гэри Стретч    | солдат SAS         |